# نقاشی یونانی
تاریخ نقاشی یونان و روم از جزیره کرت آغاز شد. و به وسیله فرهنگ کرت‌ها تمدن درخشان خود را بنا کردند.
نقاشی معابد (بین قرون هشتم و سوم پیش از میلاد) اثر باقی نمانده‌است و تنها مقداری ازظروف گلی و گلدان از یونان باقی‌مانده‌است. نقاشی‌های یونانی از همان قوانین نقاشی مصری تابعیت دارد. نقاشی یونانی زمانی که  به تمام کشورهای اطراف مدیترانه رسوخ کرد مورد اهمیت قرار گرفت. رومیان نیز همیشه احترام زیادی به هنر یونان داشتند و نقاشی آنان تحت تأثیر یونان بوده‌است. دوره‌های هنر یونانی به تریب زیر است

## دوره هندسی
از ۱۱تا اواخر سده ۸ پیش از میلاد. آثار به جا مانده سفالینه‌های منقوش می‌باشد. ومعروف‌ترین آن آمفورا است. اما زیباترین آن دیپولن مربوط به سده هشتم می‌باشد. اما دوره هندسی با ورود نقوش بین‌النهرین و مصر جای خود را به نقوش واقع گرایانه و طبیعی می‌دهد. که می‌توان به الیوسیس اشاره کرد. در این زمان از تکنیک سیاهگون استفاده می‌کردند. تا اواخر سده ششم پیش از میاد اسلوب جدیدی وارد می‌شود که به آن سرخگون استفاده کردند که بیشتر حالات و حرکات حرکات و پویایی انسانی به نمایش در می‌آمد.

## دوره کلاسیک
این دوره از تندیس‌ها در حرکت پیکره‌ها استفاده می‌شده‌است.

## دوره هلنی
با به قدرت رسیدن اسکندر تا۲۷ ق. م را شامل است که حاکی از درد، رنج و تأکید بر عواطف و احساسات انسانی و موضوعات روزانه می‌باشد.

## تکنیک
رنگ با موم داغ همچنین روی دیوار به کار می‌رفته‌است. یونانیان از روش فرسکfresco استفاده می‌کرند. نقاشی رومی اغلب از واقعیت وکمال مطلوب بوده‌است.